# A katona (film, 1998)
A katona (eredeti cím: Soldier) 1998-ban bemutatott amerikai sci-fi-akciófilm, amelyet Paul W. S. Anderson rendezett és David Webb Peoples írt. A főszerepben Kurt Russell, Jason Scott Lee, Jason Isaacs, Connie Nielsen, Sean Pertwee és Gary Busey látható.
1998. október 23-án mutatták be világszerte, Magyarországon 1999. február 18-án, az InterCom Zrt. forgalmazásában.
A projekt általánosságban negatív véleményeket kapott a kritikusoktól, azonban sokan dicsérték az akciójeleneteket és Russell alakítását. Kereskedelmi szempontból kudarcot vallott, ugyanis világszerte mindössze 14 millió dollárt tudott gyűjteni a 60 millió dolláros költségvetésével szemben. A Rotten Tomatoeson a Katona 12%-os minősítést kapott, 52 értékelés alapján.

## Rövid történet
Egy magasan képzett katona bosszúból megtámadja parancsnokait, majd megküzd egy genetikailag továbbfejlesztett rivális katonával.

## Cselekmény
1996-ban, egy új katonai kiképzési program részeként árva csecsemőket választanak ki, akiket egy katonai kiképzés keretén belül magasan fegyelmezett katonává nevelnek. A kiképzésük célja, hogy könyörtelen gyilkosok legyenek, és mindenkit fizikailag vagy mentálisan alkalmatlannak ítéljenek meg. Az edzési program túlélőit türelmetlen harci gépekké alakítják, akik nem érintkezhetnek a külvilággal és nem érthetik meg.
2036-ban, Todd 3465 őrmester (Kurt Russell) 40 éves korára harcedzett kemény veteránná vált, valamint ő az eredeti 1996-os csecsemők legjobb katonája. Mekum ezredes, az eredeti projekt vezetője bevezeti a genetikailag módosított katonák új csoportját, akiket kiemelkedő fizikai tulajdonságokkal és érzelmek teljes hiányával terveztek, kivéve a páratlan agressziót.
Church kapitány, Todd egységének parancsnoka ragaszkodik az új katonák képességeinek bemutatásához, mivel bizonytalan idősebb katonáival szemben. Az új katonák minden tekintetben felülmúlják a régieket. A magas hegyláncok tetején tartott harci gyakorlat során az új katona, Caine 607 (Jason Scott Lee) könnyedén legyőzi az eredeti katonák mindkét tagját, mielőtt Todd kinyomja Caine egyik szemét. Caine a küzdelem során lerúgja Toddot a hegyláncokról; bár feltételezik, hogy meghalt, viszont egy másik halott katona teste tompította az esést, így egyszerűen csak elkábult és eszméletlenné vált. Mekum ezt egy rosszul sikerült gyakorlatnak minősíti, és úgy a halottakat szemétként távolíttatja el. Mekum elavulttá nyilvánítja a fennmaradó idősebb katonákat, és megfosztja őket a harci kötelességüktől lefokozva fegyvertelen támogató szerepekre.
Az Arcadia 234-es hulladéklerakó bolygón, a sérült Todd egy kolónia felé halad, amelynek lakói évekkel korábban landoltak ott; mivel halottnak hitték őket, mentési kísérletet nem próbáltak tenni. Toddot megtalálja Mace és segít az egészségügyi állapotán feleségével, Sandrával. Todd, ritkán beszélve, csendes kapcsolatot hoz létre néma fiukkal, Nathannal, akit csecsemőként megmart egy kígyó. A szemébe tekintve boldog, szerető családra vágyik; mivel korábban még soha nem gondolt a szexualitásra, zavartságot kezd érezni Sandra vonzódása kapcsán. Bár Todd próbálja magát rávenni a beilleszkedésre, de a rendkívül merev kondicionálása miatt nehezen tud alkalmazkodni a közösséghez és a konfliktusmentes élethez. Amikor Nathan közeledik Todd felé, hogy egy csörgőkígyótól megmentse, a férfi próbálja megmutatni a fiúnak, hogyan kell megvédenie magát. Nathan szülei végül közbeavatkoznak és elutasítják a leckét, nem tudván, hogyan kell viselkedni a csendes katonával. Todd növekvő dezorientációja a békés polgári életnek való kitettségre nyilvánvalóvá válik, hogy korában más ellenséges katonákkal harcolt – és az útba eső polgári személyeket ölte meg. Todd tudatában van az erőszakos emlékeinek egyikének, majd egy gyarmatosító felbukkan és majdnem megöli Todd-ot. Hamarosan a telepesek kiutasítják Todd-ot a közösségből. Miután kiutasítják őt minden ismert társadalomból – minden katonai és a civil menekült – Todd első alkalommal mutatja meg erőszakos érzelmeit; belenyugodva veszteségébe, halkan sírni kezd és távozik. Röviddel később, Mace-t és Sandrát kis híján megmarja egy kígyó alvás közben, de Nathan Todd védekező technikáját használja és megmenti őket. Mostanra, hogy megértették Todd leckéjének értékét, Mace utána megy, hogy visszahozza, függetlenül a telepesek ellenzésétől, akik féltik őt.
Mekum és az új katonák érkeznek a szemétlerakó bolygóra, hogy harci tapasztalatokat szerezzenek a számukra. Mivel a világ törvényesen a "lakatlan" listára van sorolva, Mekum a gyarmatosítókat "ellenségeknek" nyilvánítja, amelyeket célpontként kell tekinteniük, nagyrészt Church kapitány elutasítása ellenére. Miután Mace megtalálta Toddot és bocsánatot kér, a katonák észreveszik őket és tüzet nyitnak rájuk. Todd túléli, de Mace meghal a támadásban. Todd feldühödötten a sokéves harci tapasztalata és a bolygó felsőbb ismerete lehetővé teszi, hogy visszatérjen a kolóniába és megölje az előzetes csapatot. Mivel idegesek lesznek, hogy egy ismeretlen ellenséges erő áll szembenézni velük, Mekum ezredes megparancsolja a katonáknak, hogy vonuljanak fedezékbe és nehéz tüzérséggel térjenek vissza. A gerilla taktikákat alkalmazva Todd túléli és megöli az összes fennmaradt katonát. Caine 607 megsebesül, ezért fájdalomcsillapítókat és teljesítménynövelő stimulánsokat használ Todd megtámadására. A két férfi puszta kézzel küzd meg egymással, ám végül Todd tapasztalata és okos taktikája győzi le az ellenfelet, nem pedig a fizikai bátorság.
Todd rádión keresztül szembeszáll Mekummal, és új katonáit elavulttá nyilvánítja. Pánikba esve megparancsolja Todd régi csapatának, hogy állítson fel és aktiváljon egy olyan hordozható nukleáris eszközt, amely elég nagy ahhoz, hogy elpusztítsa a bolygót, mielőtt parancsot adna a hajónak, hogy szálljon le és hagyja el a csapatot. Amikor Church kapitány ellenzi a régi katonák elhagyását, Mekum hidegvérrel lelövi őt. Todd megtalálja régi csapatát, és némán áll a hadsereggel szemben, akik a parancsnokuknak tekintik őt. Átveszik a hajót, evakuálják a fennmaradó gyarmatosítókat, és otthagyják Mekum és Church tisztjeit a bolygón, akiket a nukleáris fegyver (a bolygóval együtt) elpusztít. A lökéshullámtól menekülve a hajót a Trinity Moons felé irányítják, a gyarmatosítók eredeti rendeltetési helyére. Amikor Nathan belép a vezérlőhelyiségbe és eléri Toddot, felemeli karjaiba Nathant, és az új rendeltetési helyükre mutat, miközben a galaxist nézik.

## Szereplők
| Szereplő        | Színész               | Magyar hang          |
| --------------- | --------------------- | -------------------- |
| Todd 3465       | Kurt Russell          | Szabó Sipos Barnabás |
| Caine 607       | Jason Scott Lee       | Czvetkó Sándor       |
| Mekum ezredes   | Jason Isaacs          | Rosta Sándor         |
| Sandra          | Connie Nielsen        | Madarász Éva         |
| Mace            | Sean Pertwee          | Balázsi Gyula        |
| Nathan          | Jared & Taylor Thorne | nem szólal meg       |
| Rubrick         | Mark Bringelson       | Szűcs Sándor         |
| Church kapitány | Gary Busey            | Csuja Imre           |
| Sloan           | K. K. Dodds           | Báthory Orsolya      |
| Riley           | James R. Black        | Bognár Tamás         |

## Gyártás
Kurt Russell a teljes filmben mindössze 104 szót mondott annak ellenére, hogy a jelenetek 85%-ában szerepelt. A forgatás első hetében eltört a bal bokája, majd 4 nappal később eltörte a jobb lábának felső részét is, így a teljes produkciót meg kellett változtatni. A filmkészítők először olyan jeleneteket készítettek, amelyekben Russell feküdt, majd ahogy ült és állt, meg ahol nem mozgott, és így tovább.

## Házimozi-kiadás
A filmet 1999. március 2-án az Amerikai Egyesült Államok, 1999. augusztus 2-án pedig az Egyesült Királyságban adták ki DVD-n a Warner Home Video terjedelmével. Dupla lemezes kiadásban adták ki, amelynek egyik lemeze a szélesvásznú, míg a másik a teljes képernyős változatot tartalmazta. A lemez egyikén egy audio kommentár is szerepelt. A katona című filmet első alkalommal bocsátották ki Blu-Rayen az Egyesült Államokban 2011. július 26-án.